# Reden International
Reden International er en selvejende institution  under KFUKs Sociale Arbejde.
Reden Internationals formål er at hjælper udenlandske kvinder i prostitution og kvinder, der er ofre for kvindehandel. 
Reden Internationals har siden 2002 modtaget offentlige midler som led i den nationale handlingsplan til bekæmpelse af menneskehandel.
KFUKs Sociale Arbejde driver også Rederne i København, Odense og Århus. 
Rederne har mere end 20 års erfaring i arbejdet med kvinder i prostitution i Danmark og fungerer som være- og rådgivningssteder for danske og udenlandske kvinder i prostitution og/ eller stofmisbrug. 
Reden Stop Kvindehandel har i 2008 skiftet navn og profil til Reden International.

## Ekstern henvisning
- Organisationens hjemmeside